# الصم في إسرائيل
يشمل الصم في إسرائيل مجموعة متنوعة من التجارب التي تشكلها العوامل اللغوية والثقافية والاجتماعية والسياسية. اعتبارًا من عام 2021، يعيش ما يقرب من 44700 فرد في إسرائيل، 0.48% من السكان، مع ضعف السمع، مع وجود تفاوتات عبر الخطوط العرقية والجنسانية. غالبًا ما يواجه الأفراد الصم وضعاف السمع تحديات اجتماعية واقتصادية، بما في ذلك انخفاض الرضا عن الحياة وانخفاض التواصل الاجتماعي. يتميز مجتمع الصم الإسرائيلي بتنوعه اللغوي، حيث تعد لغة الإشارة الإسرائيلية (ISL) الأكثر استخدامًا، إلى جانب لغات الإشارة الخاصة بالأقليات مثل لغة إشارة البدو (ABSL) ولغة الإشارة الفلسطينية (PSL). وتهدف الأطر القانونية، بما في ذلك قانون المساواة في الحقوق للأشخاص ذوي الإعاقة لعام 1998 وتصديق إسرائيل على اتفاقية الأمم المتحدة لحقوق الأشخاص ذوي الإعاقة، إلى تعزيز إمكانية الوصول والإدماج. ومع ذلك، لا تزال هناك عوائق في مجالات التعليم والرعاية الصحية والتوظيف، وهي تفاقمت بسبب الصراعات الإقليمية وتجزئة تنفيذ السياسات. تسعى الدعوة المستمرة إلى تعزيز حقوق الصم، بما في ذلك الاعتراف باللغة الإنجليزية كلغة رسمية وتحسين الوصول إلى الخدمات.

## ملخص
اعتبارًا من عام 2021، كان هناك 44.7 ألف شخص يعانون من ضعف السمع في إسرائيل، وهو ما يمثل 0.48٪ من السكان. وبلغ معدل ضعف السمع بين اليهود وغيرهم 0.44%، وهو أقل من المعدل بين العرب الذي بلغ 0.62%. وبالإضافة إلى ذلك، كان معدل ضعف السمع أعلى بشكل ملحوظ لدى الرجال (0.70%) مقارنة بالنساء (0.25%). أظهرت بيانات المسح الاجتماعي لعام 2021 أيضًا أن الأشخاص الذين يعانون من صعوبات سمعية شديدة أفادوا بانخفاض مستوى رضاهم عن الحياة، وقلة الاتصال بأفراد الأسرة والأصدقاء، ومزيد من التشاؤم بشأن مستقبلهم.
تتشكل تجارب الأفراد الصم في إسرائيل من خلال تفاعل معقد بين الخلفية العرقية والسياق الاجتماعي والسياسي والصراع المستمر في المنطقة. يمكن أن تختلف تجارب الأشخاص الصم بشكل كبير اعتمادًا على ما إذا كانوا يهودًا أو عربًا أو باكستانيين أو من مجموعات أقلية أخرى، حيث تواجه كل مجموعة مجموعة خاصة بها من التحديات والحواجز. وتتفاقم هذه التفاوتات بسبب تأثير الصراع المستمر، والذي لا يحد فقط من الوصول إلى الموارد والخدمات للأفراد ذوي الإعاقة، بل يؤثر أيضًا على توفر البيانات الدقيقة. في أوقات الحرب، قد تتعرض المعلومات للرقابة أو يصبح الحصول عليها صعباً، مما يزيد من تعقيد الجهود المبذولة لفهم النطاق الكامل للقضايا التي تؤثر على مجتمع الصم. إن إدراك هذه العوامل السياقية والتقاطعية أمر ضروري عند فحص التجربة الأوسع للصمم في إسرائيل.
وعلى الرغم من هذه التحديات، هناك مبادرات متزايدة تهدف إلى تحسين حياة الأفراد الصم في إسرائيل. وتعمل جهود جماعات المناصرة والهيئات الحكومية والمنظمات على معالجة قضايا إمكانية الوصول، وتعزيز التعليم الشامل، وزيادة الوعي بالاحتياجات الفريدة لمجتمع الصم.

## حقوق الإنسان والحقوق المدنية لأفراد الصم وضعاف السمع في إسرائيل

### تقرير دولة إسرائيل من اتفاقية حقوق الأشخاص ذوي الإعاقة التابعة للأمم المتحدة
اتفاقية الأمم المتحدة لحقوق الأشخاص ذوي الإعاقة هي معاهدة دولية تهدف إلى ضمان حقوق الإنسان للأشخاص ذوي الإعاقة. وهي توفر إطارًا شاملاً لتعزيز حقوق الأشخاص ذوي الإعاقة، وهو الإطار الذي يتعين على البلدان مثل إسرائيل التي صادقت على اتفاقية حقوق الأشخاص ذوي الإعاقة في عام 2012، أن تقدم تقارير عنه بشكل دوري. على الرغم من أن الاتحاد العالمي للصم (WFDeaf) يعمل جنبًا إلى جنب مع اتفاقية حقوق الأشخاص ذوي الإعاقة التابعة للأمم المتحدة، فإن إسرائيل ليست عضوًا في الاتحاد العالمي للصم.
وفقًا للتقرير الأولي الذي قدمته إسرائيل (2014) إلى اتفاقية حقوق الأشخاص ذوي الإعاقة التابعة للأمم المتحدة، يتم توفير معلومات الطوارئ لسكان الصم وضعاف السمع في إسرائيل مجانًا من خلال جهاز استدعاء. ويشير التقرير أيضًا إلى تطبيق للهواتف الذكية يوفر رسائل نصية في الوقت الفعلي، بالإضافة إلى خط ساخن للجبهة الداخلية يمكن الوصول إليه عبر الرسائل النصية والذي لا يزال قيد الاستخدام حتى اليوم. بالإضافة إلى الخط الساخن للجبهة الداخلية، ووفقًا لقانون إغاثة الأشخاص الصم، يتم ترجمة برنامج إخباري واحد على الأقل أسبوعيًا على شاشة التلفزيون إلى لغة الإشارة لتسهيل الوصول إليه.
ويذكر التقرير الأولي لعام 2014 أيضًا أن هناك ما يقرب من 73 مركزًا للشرطة في إسرائيل بها أجهزة مساعدة للسمع، وقائمة بمترجمي لغة الإشارة، وإجراءات معلنة على مستوى البلاد للتحقيق مع الأشخاص ذوي الإعاقة والتي "تحدد أساليب معاملة الشرطة أثناء التحقيق مع الأشخاص ذوي الإعاقة، مع الحفاظ على قيم المساواة والكرامة الإنسانية طوال العملية".

### حقوق المواطنة والوصول إلى المزايا لأفراد الصم وضعاف السمع
من أجل الوصول إلى المزايا والمعاشات وخدمات إمكانية الوصول التي تقدمها حكومة إسرائيل، يجب على الأفراد الصم وضعاف السمع أن يكونوا مواطنين في البلاد. تخضع المواطنة في إسرائيل لقانون الجنسية (5712-1952) وقانون العودة (5710-1950). وبموجب هذه القوانين، فإن أي فرد ولد في إسرائيل أو هاجر إليها قبل قيام الدولة في عام 1948 يعتبر مواطناً إسرائيلياً. بالإضافة إلى ذلك، فإن أي شخص يولد في إسرائيل بعد تأسيسها ويكون أحد والديه على الأقل مواطناً يحصل أيضاً على الجنسية الإسرائيلية. ويمنح قانون العودة أيضًا الجنسية لليهود وأحفادهم الذين يختارون الهجرة إلى إسرائيل. ومع ذلك، فإن الأفراد الذين لا يحملون الجنسية هم أولئك الذين لم يقيموا في إسرائيل بعد تأسيسها أو أولئك الذين اختاروا عدم أن يصبحوا مواطنين.
وفي حين أن قوانين الجنسية الإسرائيلية واضحة، فإن الوضع أكثر تعقيداً بالنسبة لسكان الأراضي الفلسطينية، مثل قطاع غزة. لا يحق للأفراد من هذه المناطق الحصول تلقائيًا على الجنسية الإسرائيلية أو تصريح الإقامة. ونتيجة لذلك، يواجه الأفراد الصم وضعاف السمع من غزة وغيرها من المناطق الفلسطينية حواجز كبيرة ليس فقط في الوصول إلى خدمات إمكانية الوصول المتخصصة ولكن أيضًا في تلقي الرعاية الصحية العامة. إن هذا الافتقار إلى المواطنة يحرمهم من الحقوق والمزايا المتاحة للمواطنين الإسرائيليين.

### المزايا والمعاشات التقاعدية
تقدم وزارة الرفاه والشؤون الاجتماعية (Hebrew: משרד לוחזה והבאבטערט האחברה השאלקים האחרים) بدل اتصالات للبالغين الذين يعانون من فقدان السمع، وتقدم دفعة شهرية ثابتة مباشرة إلى حساباتهم المصرفية. للتأهل، يجب على الأفراد استيفاء عدة معايير: يجب أن يكون لديهم فقدان سمع لا يقل عن 70 ديسيبل في أذنهم الأفضل، ويجب أن يحدث فقدان السمع قبل سن الثالثة، ويجب أن يكونوا فوق سن 18 عامًا، وتحت سن التقاعد (62 عامًا للنساء، و67 عامًا للرجال) اعتبارًا من 15 أغسطس 2002، ويجب أن يكونوا مواطنين إسرائيليين. لم يتم تحديد مقدار المدفوعات الثابتة.
وفقًا لمعهد التأمين الوطني في إسرائيل، أو بيتواح لئومي (بالعبرية: ביטוח לאומי)، يحق لآباء الأطفال الذين يعانون من فقدان السمع منذ الولادة وحتى سن 18 عامًا وثلاثة أشهر الحصول على مزايا مالية، بشرط أن يستوفوا المتطلبات الأساسية. بالنسبة للأطفال الذين يعانون من ضعف السمع الجزئي، يبلغ المبلغ الشهري 1880 شيكل، أما بالنسبة للأطفال الذين يعانون من الصمم الكامل، فيرتفع المبلغ إلى 3694 شيكل، بما في ذلك معاش إضافي. تقدم هذه المزايا، التي يتم دفعها بأثر رجعي لمدة تصل إلى عام واحد، دعماً مالياً مهماً، وخاصة للأسر ذات الدخل المنخفض. ومع ذلك، في حين أن المبالغ مفيدة، إلا أنها قابلة للمقارنة عمومًا بنصف الراتب الشهري المتوسط للعاملين ذوي الدخل المنخفض في إسرائيل وقد لا تغطي تكاليف المعيشة بالكامل، وخاصة في المناطق ذات التكاليف المرتفعة مثل تل أبيب أو القدس.

### حقوق وقوانين أخرى
تم سن قانون المساواة في الحقوق للأشخاص ذوي الإعاقة لعام 1998 لمعالجة التمييز الذي يواجهه الأشخاص ذوو الإعاقة في إسرائيل، بما في ذلك الأفراد الصم. قبل تطبيق القانون، كان الأشخاص ذوو الإعاقة غالبًا ما يُحرمون من المساواة في الحقوق الاجتماعية والإدماج والاستقلالية. واجه الأفراد الصم على وجه التحديد حواجز في التواصل والوصول إلى المعلومات والمشاركة العامة. وكان يُنظر إليهم في كثير من الأحيان باعتبارهم متلقين لخدمات الرعاية الاجتماعية في المقام الأول، وليس كأفراد يتمتعون بحقوق متساوية. ويهدف القانون إلى معالجة هذه القضايا من خلال مكافحة التمييز، وتحدي الصور النمطية، والقضاء على وجهات النظر الأبوية. ويعمل على تعزيز إدماج جميع الأشخاص ذوي الإعاقة، بما في ذلك مجتمع الصم. ويتضمن ذلك ضمان إمكانية الوصول، مثل توفير مترجمي لغة الإشارة والوسائل البصرية في الأماكن العامة، ووسائل الإعلام، والخدمات الحكومية. وعلى الرغم من وجود تحديات لا تزال قائمة، فقد لعب القانون دوراً رئيسياً في تغيير المواقف المجتمعية تجاه الأشخاص ذوي الإعاقة، وتشجيع المزيد من الإدماج والاحترام للأفراد الصم وغيرهم.
شيرلي بينتو هي أول عضو من ذوي الإعاقة السمعية في الكنيست، البرلمان الإسرائيلي، وأدت اليمين الدستورية باستخدام لغة الإشارة الإسرائيلية (ISL) في 16 يونيو 2021، كرئيسة الوزراء الإسرائيلية الثالثة عشر. خلال خطابها الافتتاحي، صرحت بأنها تمثل 1.8 مليون مواطن إسرائيلي من ذوي الإعاقة، وكانت وستظل مدافعة منذ فترة طويلة عن مجتمع ذوي الإعاقة. لقد كانت من أبرز المؤيدين للدفع باتجاه جعل اللغة الإسرائيلية لغة رسمية معترف بها في إسرائيل.

## لغات الإشارة في إسرائيل

### تطوير لغات الإشارة وإتاحتها في إسرائيل
طوال تاريخ إسرائيل، كان استخدام لغة الإشارة مقيدًا في المؤسسات التعليمية، مما قلل من أهميتها مقارنة باللغات المنطوقة. لغة الإشارة الأكثر استخدامًا على نطاق واسع في إسرائيل هي لغة الإشارة الإسرائيلية (ISL) (بالعبرية: صبحت هجمانیم ھیشراعلیت). في عام 1932، تم تأسيس "المدرسة اليهودية للصم والبكم" من قبل المعلمين اليهود الألمان، مما جذب العديد من الأفراد الصم وضعاف السمع المهاجرين بحثًا عن التعليم. خلال هذا الوقت ظهرت لغة الإشارة الدولية كلغة إشارة مجتمعية، متأثرة بلغة الإشارة الألمانية (DSL) والتفاعلات بين الطلاب الصم.
يبلغ عدد مستخدمي لغة الإشارة الإسرائيلية (ISL) حوالي 10 آلاف شخص، وهو ما يمثل حوالي 0.1% من السكان، وفقًا لمؤسسة إثنولوج. وينتشر استخدامه في مختلف مناطق إسرائيل. تم تصنيف اللغة الإنجليزية كلغة أجنبية على أنها المستوى الخامس على مقياس الاضطراب المتدرج الموسع بين الأجيال (EGIDS)، مما يشير إلى أنها لغة نامية. وهذا يعني أنها لا تزال في طور التطور وتكتسب الاعتراف، ولكنها لم تصبح موحدة بشكل كامل بعد. تتميز اللغة الإنجليزية كلغة أجنبية أيضًا بمجموعة من اللهجات، مما يعكس الاختلافات الإقليمية والمجتمعية في استخدامها.
لغة الإشارة الفلسطينية (PSL) (العربية: لغة الإشارة العربية الشرقية)، والمعروفة أيضًا باسم لغة الإشارة العربية الشامية، أو لغة الإشارة الأردنية، يتم التحدث بها بشكل أساسي في الأردن وفلسطين، بما في ذلك قطاع غزة، وهي المنطقة التي لا تزال تحت سيطرة حماس وسط التوترات الإسرائيلية الفلسطينية المستمرة. وفقًا لـ Ethnologue، يستخدم حوالي 30000 شخص لغة الإشارة PSL، وعلى الرغم من أنها أيضًا لغة إشارة مجتمعية، إلا أنها مصنفة بحالة EGIDS 5، مما يشير إلى أنها لا تزال في طور التطوير. تتميز اللغة الفلسطينية التقليدية بقواعدها النحوية وتركيبها النحوي ومفرداتها الخاصة، المنفصلة عن اللغة العربية المنطوقة، كما أنها مرتبطة ارتباطًا وثيقًا بثقافة الصم الفلسطينية، وتوفر وسيلة اتصال فريدة تعكس الديناميكيات الثقافية والاجتماعية في المنطقة. ورغم أن اللغة ليست منتشرة في إسرائيل، إلا أنها تلعب دوراً هاماً في غزة، حيث يستخدمها مجتمع الصم المحلي. ومن المهم أن نلاحظ أن لغة الإشارة الفلسطينية تختلف عن لغة الإشارة الإسرائيلية. إن تطوير وتعزيز لغة الإشارة الأمريكية محدود بسبب التحديات السياسية والاجتماعية، حيث أن الوصول إلى الموارد لمجتمع الصم في غزة مقيد بشكل خاص بسبب الصراع المستمر.

### مجتمعات التوقيع المشتركة
بالإضافة إلى لغة الإشارة الدولية، تعد إسرائيل موطنًا للعديد من لغات الإشارة القروية الفريدة، والتي يشار إليها غالبًا باسم " مجتمعات الإشارة المشتركة ". تتشكل هذه المجتمعات عندما تستخدم مجموعات من الأفراد، عادةً داخل بيئات معزولة أو مترابطة، لغة الإشارة كوسيلة للتواصل. على الرغم من أنها ليست بالضرورة لغة متطورة أو رسمية بالكامل، إلا أن أنظمة الإشارة المشتركة هذه غالبًا ما تكون مبسطة وتتكون في المقام الأول من إشارات منزلية تم تطويرها داخل المجتمع.

#### لغة الإشارة البدوية السيد
ومن أبرز علامات القرية لغة الإشارة البدوية السيد (ABSL) (العربية: لغة أصلية لعشيرة السيد). نشأت ABSL في مجتمع بدوي صغير ومعزول نسبيًا مع نسبة كبيرة من الأفراد الصم. البدو هم مجموعات بدوية تتحدث اللغة العربية وتسكن تقليديا المناطق الصحراوية في الشرق الأوسط. نشأت اللغة عندما ولد العديد من الأفراد الصم في نفس العائلة على مدى عدة أجيال، مما أدى إلى تشكيل لغة إشارة مميزة تنتقل عبر المجتمع. بمرور الوقت، تم اعتماد ABSL ليس فقط من قبل الأفراد الصم، ولكن أيضًا من قبل أعضاء المجتمع الذين يتمتعون بالقدرة على السماع.
يُقدر عدد مستخدمي ABSL بنحو 150 مستخدمًا وليس لها أي لهجات معروفة. ويصنف مستوى اللغة العربية في مقياس اللغة العربية على أنه 6أ، مما يدل على أنها تعتبر لغة نشطة، وتستخدم بنشاط في التواصل اليومي داخل مجتمعها (قرية السيد). تتميز لغة ABSL باختلافاتها عن كل من لغة ISL واللغات المنطوقة المحيطة بها، مثل العبرية والعربية، لأنها تتميز بمفردات فريدة وترتيب الكلمات. يشير هذا الظهور اللغوي إلى أنه بالمقارنة مع لغة الإشارة الدولية، فمن المرجح أن تكون لغة الإشارة الصم قد تطورت بشكل مستقل بدلاً من التأثر بلغات الإشارة الموجودة.

#### لغة إشارة كفر قاسم
مجتمع التوقيع المشترك الآخر هو لغة الإشارة كفر قاسم (KQSL) (العربية: لغة الإشارة الكفر قاسم)، وهي لغة محلية يستخدمها مجتمع الصم الفلسطيني في كفر قاسم، إسرائيل. وقد طور المجتمع لغة الإشارة هذه بمرور الوقت، ويرجع ذلك في المقام الأول إلى ارتفاع معدلات الصمم الوراثي الناجم عن زواج الأقارب داخل المجتمع. KQSL هو شكل مشترك للتواصل بين الأفراد الصم والسامعين في المدينة. تاريخيًا، كانت كفر قاسم وسكانها معزولين لغويًا وجغرافيًا، مما ساعد لغة الإشارة الإسرائيلية على الظهور دون تأثير كبير من لغة الإشارة الإسرائيلية.
من عام 1948 إلى عام 1966، فرض الجيش الإسرائيلي الحكم العسكري (بالعبرية: צבאי) على المواطنين الفلسطينيين في إسرائيل، مما أدى إلى تقييد الحركة والتفاعل بين المدن المجاورة. وقد ساهم هذا التقييد في عزل كفر قاسم بشكل أكبر، مما سمح لـ KQSL بالتطور بشكل مستقل.
على الرغم من أن KQSL كانت معزولة نسبيًا في وقت ما، إلا أنها شهدت بعض التأثير في السنوات الأخيرة بسبب قرب المدينة من القدس (على بعد ساعة بالسيارة تقريبًا). وقد أدى هذا إلى أن أصبح الأجيال الأصغر سنا من الأفراد الصم في كفر قاسم ثنائيي اللغة في لغة الإشارة الكورية ولغة الإشارة الهندية حيث اتصلوا بلغات الإشارة الأخرى من خلال التفاعلات مع مجتمعات الصم خارج مسقط رأسهم.
واليوم، لا تزال جمعية KQSL جزءًا من مجتمع الصم في كفر قاسم، على الرغم من الضغوط التي واجهتها من البيئة اللغوية المحيطة. وعلى الرغم من ذلك، لا تزال اللغة الإنجليزية كلغة قوية ويقدر عدد المتحدثين بها بحوالي 50 متحدثًا.

### لغات الإشارة الأقل استخدامًا في إسرائيل
بعض لغات الإشارة الأخرى التي يمكن العثور عليها في إسرائيل، ولكنها ليست مستخدمة على نطاق واسع أو بشكل متكرر، تشمل لغة الإشارة اليهودية الجزائرية (EGIDS: 8a-9، المصنفة على أنها "محتضرة") ولغة الإشارة الروسية (حالة EGIDS غير معروفة في إسرائيل). يمكن أن يعزى وجود هذه اللغات في المقام الأول إلى الهجرة.

## فحص السمع الشامل لحديثي الولادة (UNHS)
تم إنشاء برنامج فحص السمع لدى الأطفال حديثي الولادة الإسرائيلي (NHSP) في عام 2010 بهدف تحديد ضعف السمع لدى الأطفال حديثي الولادة في وقت مبكر لضمان التدخل والتأهيل في الوقت المناسب. منذ تنفيذه، أصبح برنامج الرعاية الصحية الوطني يتطلب من جميع الأطفال حديثي الولادة الخضوع لفحص السمع قبل خروجهم من المستشفى. اعتبارًا من عام 2012، تم فحص ما يقرب من 99.1٪ من الأطفال حديثي الولادة في إسرائيل. تم إجراء جميع الفحوصات في مرافق الولادة، وأجرى أخصائيو السمع 20% من الفحوصات، بينما أجرى فاحصون مدربون وفنيون حيويون 80% منها.
تتضمن عملية الفحص اختبارين: اختبار الانبعاثات السمعية الأذنية (OAE)، وهو إلزامي لجميع الأطفال حديثي الولادة في إسرائيل، واختبار الاستجابة السمعية الآلية لجذع الدماغ (A-ABR) للأطفال الرضع الذين يحصلون على درجات منخفضة في اختبار الانبعاثات السمعية الأذنية. تشير الدراسات إلى أن الأطفال الذين يخضعون للفحص يتلقون العلاج في عمر 6.8 شهرًا، في حين أن أولئك الذين لا يشاركون في عملية الفحص يميلون إلى بدء العلاج في وقت لاحق، في عمر 9.4 شهرًا. على الرغم من أن 84% من الآباء يتلقون تفسيرات شفهية بشأن نتائج الفحص الفاشلة، إلا أن العديد منهم أفادوا بأنهم لا يتلقون تفسيرًا مكتوبًا للمساعدة في فهم النتائج.
وبشكل عام، ساهم البرنامج بشكل كبير في التعرف المبكر والتدخل لعلاج ضعف السمع لدى الأطفال. ومع ذلك، فإن التحسينات في التواصل بين مقدمي الرعاية والآباء، فضلاً عن إجراءات المتابعة الأكثر كفاءة، تعتبر مجالات تحتاج إلى التطوير المستمر لتعظيم تأثير البرنامج.

## التدخل المبكر
بشكل عام، تتبع إسرائيل نموذجًا طبيًا لإعادة التأهيل للأشخاص ذوي الإعاقة يركز على مساعدة الأفراد الصم وضعاف السمع على تحقيق الاستقلال والاندماج في المجتمع. تقدم العديد من المنظمات في إسرائيل الدعم والخدمات للأطفال الصم أو ضعاف السمع، وكذلك لأسرهم. تعد بيت ميخا وشالفا ومعهد النهوض بالأشخاص الصم في إسرائيل من أبرز مراكز التدخل المبكر، حيث تقدم مجموعة من الخدمات لدعم التنمية المبكرة ومهارات التواصل لدى الأطفال ذوي الإعاقات السمعية.

### بيت ميخا
بيت ميخا هو مركز متعدد التخصصات في إسرائيل يقدم خدمات للأطفال الذين يعانون من ضعف السمع من مرحلة الرضاعة وحتى الصف الأول. يركز النهج الأساسي لبيت ميخا على تطوير اللغة المنطوقة، بهدف الاندماج في المجتمع من خلال مهارات الاستماع والتحدث. قد يكون استخدام لغة الإشارة تكميليًا، ويعتمد فقط على الاحتياجات والظروف الفردية. ويؤكد المركز أيضًا على مشاركة الأسرة في عملية إعادة التأهيل، حيث يلعب الآباء دورًا نشطًا في تدخل أطفالهم. تعمل جمعية بيت ميخا بالتعاون مع العديد من الجهات الحكومية، بما في ذلك وزارة الصحة، ووزارة التربية والتعليم، ووزارة العمل والشؤون الاجتماعية.
يقدم المركز مجموعة من الخدمات، بما في ذلك تقييمات السمع، وعلاج النطق، ورعاية تأهيلية للأطفال الذين تتراوح أعمارهم بين 6 أشهر إلى 3 سنوات. كما يقدم بيت ميخا الدعم الأبوي والعلاج الطبيعي والعلاج المهني. بالإضافة إلى ذلك، تدير برنامج روضة أطفال متناوب للأطفال الذين تتراوح أعمارهم بين 2 و4 سنوات، مما يسمح لهم بالمشاركة في أنشطة روضة الأطفال السائدة أثناء تلقي الدعم المتخصص. يهدف بيت ميخا إلى دعم تطوير اللغة والتواصل والمهارات الاجتماعية لدى الأطفال ذوي الإعاقات السمعية. ويشير المركز إلى أن نسبة كبيرة من خريجي الصف الأول الابتدائي يندمجون في المدارس العادية، على الرغم من أن النتائج تختلف حسب الاحتياجات الفردية.

### تكنولوجيا
بعد التشخيص من خلال برنامج فحص السمع لدى الأطفال حديثي الولادة في إسرائيل، يبدأ العديد من الأطفال الذين يعانون من ضعف السمع في استخدام تقنيات السمع المساعدة كجزء من خطة التدخل المبكر الخاصة بهم. إن الوصول إلى تكنولوجيا السمع، وخاصة المعينات السمعية، مدعوم إلى حد كبير من قبل نظام الرعاية الصحية الوطني في إسرائيل، مع تقديم الخدمات من خلال المستشفيات وصناديق الصحة (كوبوت حوليم) والمراكز المتخصصة مثل بيت ميخا ومركز هداسا الطبي.

## الرعاية الصحية
Israel has a well-developed healthcare system, and it is outlined by the  National Health Insurance Law (Hebrew: חוק ביטוח בריאות ממלכתי) of 1994. يوفر هذا القانون الرعاية الصحية الشاملة لجميع المواطنين والمقيمين في إسرائيل، بناءً على المبادئ الخمسة الرئيسية التالية: التغطية الشاملة، وسلة الصحة، ومنظمات صيانة الصحة (HMOS)، والتمويل، وحقوق المرضى.
يحق لكل مواطن ومقيم دائم في إسرائيل الحصول على خدمات الرعاية الصحية، بغض النظر عن دخله أو وضعه الوظيفي أو حالته الصحية. ويتضمن ذلك الوصول إلى مجموعة واسعة من الخدمات الطبية، من الرعاية الأولية إلى العلاجات المتخصصة.
ويحدد القانون أيضًا سلة الصحة، وهي الخدمات الصحية الأساسية التي يجب توفيرها للجميع. ويشمل ذلك الرعاية في المستشفيات، والأطباء العامين، والمتخصصين، والأدوية، والرعاية الوقائية، وخدمات إعادة التأهيل. يتم مراجعة السلة وتحديثها سنويًا من قبل وزارة الصحة، ويمكن تقديم الخدمات خارج السلة إذا كان الأفراد على استعداد للدفع من جيوبهم الخاصة أو من خلال التأمين الخاص.
في إسرائيل، يتم إدارة نظام الرعاية الصحية من قبل أربع منظمات صيانة الصحة العامة (HMOs)، والتي يشار إليها أيضًا باسم كوبات حوليم، وهي المسؤولة عن تقديم الخدمات ضمن سلة الصحة. يمكن للمقيمين الدائمين والمواطنين اختيار منظمة إدارة الرعاية الصحية التي يريدون الانضمام إليها، ويُطلب من كل منظمة إدارة رعاية صحية تقديم مجموعة مماثلة من الخدمات الصحية.
يتم تمويل نظام الرعاية الصحية في المقام الأول من خلال ضريبة صحية تصاعدية يتم خصمها مباشرة من أجور الموظفين. وهذا يعني أنه إذا كنت تعمل كموظف في إسرائيل، فإن الحكومة تأخذ جزءًا من راتبك (منفصلًا عن ضرائب الدخل العادية، ولكنه لا يزال ضرائب) لتمويل نظام الرعاية الصحية الوطني. يتم تحديد المبلغ المدفوع على أساس الدخل، حيث يساهم أصحاب الدخول الأعلى بشكل أكبر في النظام.
وينص القانون أيضًا على حقوق المريض، مثل الحق في اختيار الطبيب، والحق في الخصوصية، والحق في تلقي المعلومات حول العلاج، والحق في المشاركة في القرارات المتعلقة بالرعاية الصحية الخاصة به.

### الوصول إلى دعم الاتصالات
لا يذكر قانون التأمين الصحي الوطني على وجه التحديد مترجمي لغة الإشارة أو التسهيلات الأخرى للأفراد الصم أو ضعاف السمع. في الواقع، لا يتم توفير المترجمين في مرافق الرعاية الصحية، بما في ذلك الرعاية الطارئة. ومع ذلك، تعمل وزارة الصحة على تسهيل التواصل بين الأفراد الصم وضعاف السمع ومقدمي الرعاية الصحية من خلال خدمات ترجمة لغة الإشارة عن بعد عبر الإنترنت. هذه الخدمة متاحة لمساعدة المرضى في تعاملاتهم مع وزارة الصحة، ومنظمات صيانة الصحة، والمستشفيات، وممارسات الرعاية الصحية الخاصة. ويشمل ذلك أثناء العلاجات الطبية والنفسية وشبه الطبية، بما في ذلك الاستشارات مع الأطباء وعلماء النفس ومعالجي النطق واللغة والمعالجين الفيزيائيين ومعالجي المهنة. ومع ذلك، يتم تقديم الخدمة باللغة العبرية فقط.
ونظراً للتنوع اللغوي في إسرائيل، حيث يتحدث العديد من الأشخاص لغات مثل العربية والإنجليزية أو يستخدمون لغات الإشارة فقط، فإن غياب المتطلبات الرسمية لتوفير مترجمي لغة الإشارة في المؤسسات الصحية يعني أن الأفراد الصم قد يواجهون تحديات في فهم النصائح الطبية بشكل كامل أو التواصل بشأن مخاوفهم الصحية.

### أجهزة السمع والتقنيات المساعدة
يتلقى الأطفال (عادةً ما يكونون تحت سن 18 عامًا) تغطية كاملة لأجهزة السمع من خلال نظام الرعاية الصحية العامة. وهذا جزء من فوائد الرعاية الصحية الوطنية المقدمة لجميع المواطنين والمقيمين الدائمين. أما بالنسبة للبالغين، فإن تغطية المعينات السمعية عادة ما تكون جزئية. قد تغطي سلة الصحة تكلفة أجهزة السمع الأساسية، ولكن قد يُطلب من الأفراد دفع مبالغ إضافية من جيوبهم الخاصة للحصول على نماذج أكثر تقدمًا أو تخصصًا. يختار بعض الأفراد أيضًا شراء أجهزة السمع من خارج النظام، خاصةً إذا كانوا يفضلون الأجهزة المتطورة غير المضمنة في سلة الصحة.
يغطي النظام الصحي عمومًا عمليات زراعة القوقعة للأطفال وبعض البالغين، وخاصةً عندما يكون فقدان السمع شديدًا أو عميقًا. ومع ذلك، قد تكون هناك فترة انتظار، ويجب على الأفراد الخضوع للتقييمات الطبية والحصول على الموافقات كجزء من عملية التأهيل. [التعمق أكثر في التقييم والمعايير]
تتعاون الحكومة الإسرائيلية مع العديد من شركات تكنولوجيا السمع مثل ReSound و Bernafon و Powerone و Audiomedic و Starkey Foundation لتوفير حلول السمع. تلعب مؤسسة ستاركي، التي تعمل في أكثر من 100 دولة، دوراً بارزاً في توفير المعينات السمعية للسكان المحرومين، بما في ذلك في إسرائيل. يشير ستاركي إلى الصمم باعتباره "أزمة سمع" ويروج لتكنولوجيا السمع كحل. وقد أقامت المؤسسة شراكات مع وزارات الصحة والمنظمات غير الحكومية المحلية في جميع أنحاء العالم، بما في ذلك في إسرائيل، لتوزيع أجهزة السمع وتعزيز حلول السمع. ومع ذلك، فقد قوبل تأطير ستاركي للصمم باعتباره قضية طبية يجب "إصلاحها" بانتقادات من مجتمع الصم، الذي غالبًا ما يفضل التركيز على ثقافة الصم ولغة الإشارة بدلاً من التدخل الطبي.

## تعليم
يمكن تقسيم نظام التعليم في إسرائيل إلى أربعة قطاعات رئيسية: التعليم الحكومي العام (حوالي 45٪)، والتعليم الحكومي الديني (14٪)، والتعليم المستقل / الأرثوذكسي (18٪)، والتعليم العربي (23٪). في حين يتم تمويل غالبية التعليم في إسرائيل من قبل الحكومة، فإن الانقسامات الواضحة بين هذه القطاعات تجعل من الصعب تنفيذ سياسة تعليمية وطنية متماسكة أو فهم عام. وينعكس هذا التشرذم أيضًا في تعليم الأفراد الصم وضعاف السمع. علاوة على ذلك، يلعب موقع هؤلاء الطلاب - سواء في المناطق الريفية أو الضواحي أو الحضرية - دورًا مهمًا في تحديد مدى وصولهم إلى الموارد التعليمية والجودة الشاملة لتجربتهم التعليمية.
تتضمن تجربة التعليم الأكثر شيوعًا للأفراد الصم أو ضعاف السمع إما التعليم السائد الذي يتبع نهجًا شفهيًا مع خدمات الدعم أو المدارس/الفصول الدراسية المتخصصة. هناك أيضًا تركيز متزايد على استخدام لغة الإشارة الإسرائيلية كجزء من العملية التعليمية، على الرغم من أنها لا تُنفذ بشكل متسق في التعليم الابتدائي والثانوي.
من بين 30,500 شخص يعانون من ضعف السمع تتراوح أعمارهم بين 25 و69 عامًا في إسرائيل، يحمل حوالي 23.4% منهم درجة أكاديمية، بينما أكمل 9.1% دبلومًا غير أكاديمي بعد المرحلة الثانوية. 37.5% لديهم شهادة الثانوية العامة أو تخرجوا من المدرسة الثانوية، و 25.6% لديهم شهادة تعليم أدنى من تخرجهم من المدرسة الثانوية. تعكس هذه الإحصائيات التعليمية التحديات التي يواجهها الأفراد الصم وضعاف السمع في إسرائيل، خاصة في ظل اعتماد البلاد على التعليم السائد مع الدعم المتخصص المحدود. في حين أن 37.5% أكملوا تعليمهم الثانوي، فإن الافتقار إلى البرامج المتخصصة والاستخدام المستمر للغة الإشارة الإسرائيلية في المدارس قد يساهم في النسب المنخفضة نسبيًا للأفراد الذين حصلوا على تعليم عالٍ (23.4%) أو دبلومات متقدمة (9.1%). وتسلط هذه الفجوة الضوء على العوائق التي تحول دون تحقيق النجاح الأكاديمي.

### تاريخ
تأسست أول مدرسة يهودية للصم، كول يسرائيل تشافيريم، في القدس في نوفمبر 1932. قبل ذلك، من المرجح أن الأطفال الصم في إسرائيل لم تكن لديهم سوى فرص محدودة أو معدومة للوصول إلى التعليم الرسمي. اعتمدت المدرسة، التي أسسها معلمون تلقوا تدريبهم في ألمانيا، منهج التعليم الشفهي، مع التركيز على تعليم الأطفال الصم التحدث وقراءة الشفاه بدلاً من استخدام لغة الإشارة. تقبل مدرسة كول يسرائيل تشافيريم طلابًا من سن 4 سنوات. على مدى العقد التالي، تم تأسيس مدارس وبرامج إضافية للأطفال الصم وضعاف السمع في إسرائيل، واتبع العديد منها أيضًا النهج الشفوي.

### حقوق التعليم
ينظم قانون التعليم الخاص لعام 1988 تقديم خدمات التعليم الخاص للأطفال والمراهقين ذوي الإعاقة في إسرائيل، بما في ذلك الأفراد الصم وضعاف السمع. وقد صدر هذا القانون بهدف إرساء إجراءات وإرشادات واضحة للتعليم الخاص، والذي كان يُدار في السابق من خلال مفاوضات غير رسمية بين الأسر والمدارس ووزارة التربية والتعليم. يتكون كتاب التعليم الخاص المجاني من خمسة أقسام رئيسية: تعريفات المصطلحات، والتعليم الخاص المجاني، والتشخيص والتعيين، والتعليم في مؤسسة التعليم الخاص، والمتفرقات. يُعرَّف "الطفل المعوق" بأنه شخص يتراوح عمره بين 3 و21 عامًا ولديه سلوكيات تكيفية محدودة بسبب التحديات الجسدية أو العقلية أو النفسية أو التنموية، والذي يتطلب تعليمًا خاصًا. ويؤكد القانون على أهداف مثل تنمية المهارات، وتصحيح الإعاقات، وتسهيل التكامل الاجتماعي والتوظيف (نموذج إعادة تأهيل الإعاقة). ويتم اتخاذ قرارات التعيين من قبل لجنة مكونة من متخصصين في التعليم والصحة، مع مشاركة محدودة من الوالدين. في حين أن القانون يعطي الأولوية للوضع في المدارس العادية، إلا أنه لا ينص صراحة على الإدماج أو البيئة الأقل تقييدًا (LRE). يتطلب التعليم الاجتماعي والعاطفي أيضًا إنشاء برامج تعليمية فردية (IEPs) للطلاب، على الرغم من عدم اشتراط موافقة الوالدين لتنفيذها.

### المنظمات
وعلى الرغم من أن منظمات مثل معهد النهوض بالأشخاص الصم في إسرائيل ومؤسسة تل أبيب تعترف باستخدام لغة الإشارة الإسرائيلية في الأوساط التعليمية وتشجعه، إلا أن المعلومات المتاحة حول كيفية تنفيذ ذلك بالضبط أو الأساليب المحددة المستخدمة محدودة.
بيت ميخا، أو وزارة التربية والتعليم، هي إحدى المنظمات الرائدة في إسرائيل التي تقدم الخدمات التعليمية للأفراد الصم وضعاف السمع. يخدم قسم ما قبل المدرسة الأطفال من سن 3 سنوات حتى الصف الأول، مع التركيز على إعداد الطلاب للاندماج في المدارس العادية بحلول المدرسة الابتدائية. يقوم قسم ما قبل المدرسة عادة بتدريس مجموعات تتكون من 6 إلى 10 طلاب ويتبع منهجًا شفهيًا. بالإضافة إلى التعليم، تقدم بيت ميشا مجموعة من الخدمات التكميلية، بما في ذلك الخدمات الاجتماعية، والمساعدة المالية، ومبادرات دعم المجتمع الأخرى.
كما يقدم مركز شالفا الوطني خدمات أساسية للأطفال الصم وضعاف السمع، من خلال توفير التعليم ما قبل المدرسي ورعاية الأطفال. ويتبع شالفا إطارًا تعليميًا مشابهًا، حيث يدعم تنمية الطفولة المبكرة ويسهل التكامل الاجتماعي. بالإضافة إلى برامجها التعليمية، تقدم شالفا مجموعة متنوعة من الخدمات الأخرى، بما في ذلك المعسكرات الصيفية والبرامج الرياضية ومبادرات العافية والأنشطة الترفيهية.

### التمويل
كما ذكرنا سابقًا، لدى إسرائيل العديد من البرامج المصممة خصيصًا للأطفال ذوي الإعاقات السمعية. العديد من هذه المدارس / البرامج هي جزء من نظام التعليم العام ويتم تمويلها من قبل الحكومة، مما يعني أن الرسوم الدراسية عادة ما تكون مجانية أو بتكلفة مخفضة بشكل كبير. ورغم أن التمويل المخصص لهذه البرامج كافٍ، فإن الوصول إلى الموارد والمدارس يظل محدوداً، حيث تتركز هذه البرامج بشكل أساسي في مدينتي تل أبيب والقدس. وتتمتع العديد من المناطق الأخرى في إسرائيل، وخاصة في الضواحي البعيدة، بفرص أقل من هذا القبيل.